# Bauskas alus
«Bauskas alus» (в переводе «Бауское пиво») — пивоваренный завод в Бауском крае, Латвия, производивший пиво по традиционной технологии из изготавливаемого на месте солода. Создателем всех марок Бауского пива является самый титулованный латвийский пивовар Карлис Залитис, работавший на заводе с момента строительства пивного производства, с 1979 года.

## История

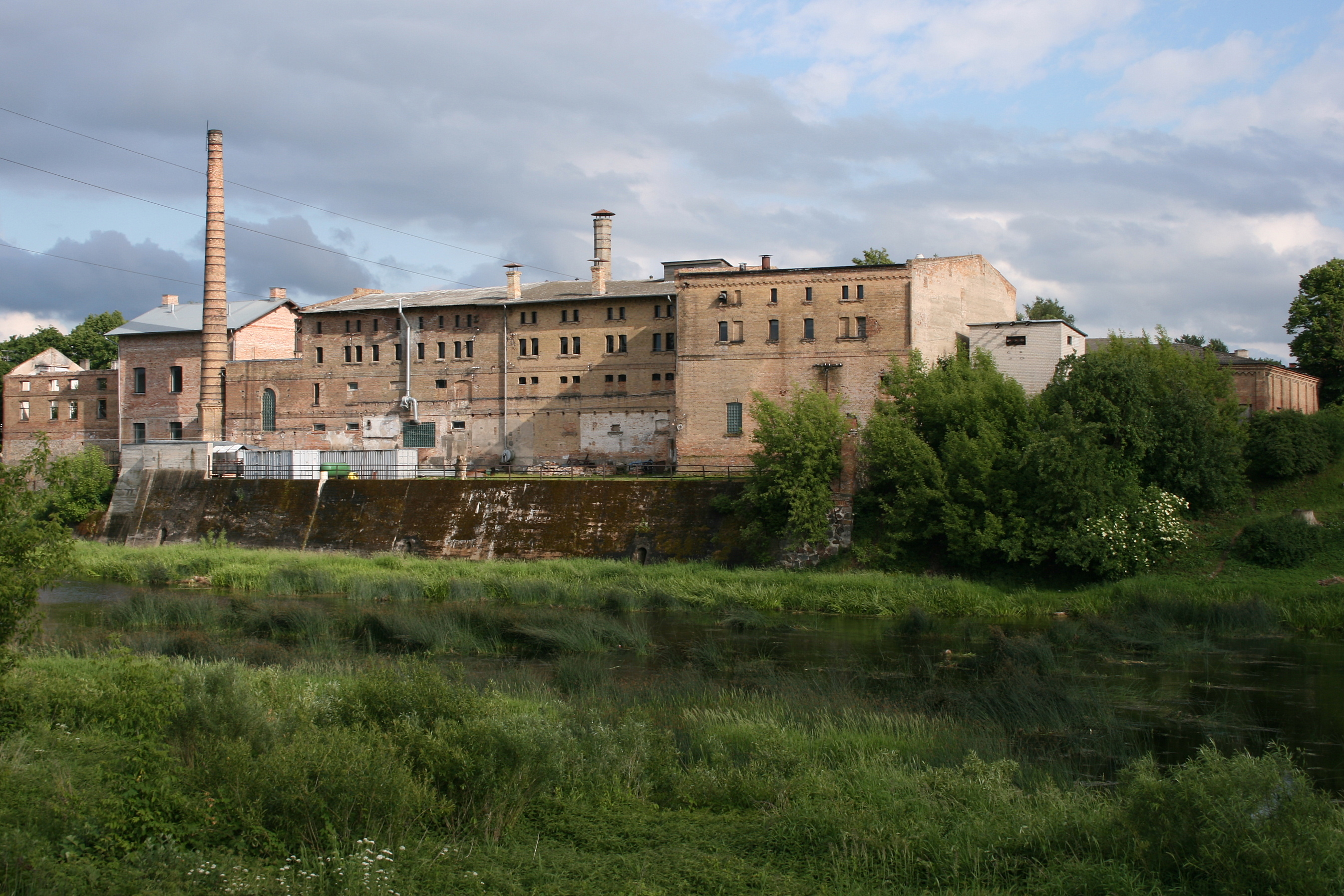
Пивоварня Теодора Лодинга (1873.) - panoramio

Марка «Bauskas alus» была известна ещё до войны. Пивоварня Теодора Лодинга, действовавшая с 1873 года, была одним из крупных предприятий небольшого города.
После национализации частного предприятия Советским Союзом в декабре 1940 года завод открыл рабочий клуб, начал работать самодеятельный хор.
После войны пивоварня возобновила работу, однако производственные процессы были устаревшими. В 1951 году была проведена модернизация, установлено моечное оборудование для бочек и бутылок, которые до этого мыли вручную. Ежедневно фабрика выпускала 8 тысяч бутылок пива. Затем она была присоединена к Иецавскому спиртозаводу, а с 1966 году начала производить солод из латвийского ячменя в объеме 1200—1500 тонн в год.
Тем временем в 1961 году на базе консервного цеха знаменитого колхоза «Узвара» («Победа») начали строить межколхозную консервную фабрику. Её учредителями, помимо «Узвары», стали «Priekšzīme», «Padomju Latvija» и колхоз имени Ленина. Первоначально она выпускала овощные консервы в объёме миллион условных банок в год, а её строительство обошлось создателям в 160 тысяч рублей.
От выпуска консервов фабрика перешла к производству яблочного сока, вина, а в 1979 году начала строить пивное производство, руководить которым пригласили замечательного пивовара, изобретателя народной марки Senču alus Карлиса Залитиса. В ноябре 1981 году на заводе была сварена первая партия пива из 1200 кг ячменя.
Сначала пивоварня варила такие традиционные сорта пива, как Marta alus (мартовское пиво), Rīgas alus и Senču alus, изобретателем которых ещё до приезда в Бауску был главный технолог Карлис Залитис. В 1982 году пивоварня стала выпускать свою основную продукцию — Bauskas gaišais speciālais (особое светлое пиво) и Bauskas tumšais speciālais (особое тёмное пиво). Эти две марки сохранялись как основа производства до 1999 года.
В 2019 году завод был продан АО «Lāčpleša alus» (Cido Grupa). Совет по конкуренции счёл, что после слияния двух компаний отрасли их совокупная рыночная доля на оптовом рынке пива вырастет незначительно — не более, чем на 5 %. Проданная компания принадлежала ООО «BA Holdings», владельцами которого являлись Владимир Барсков (50 %), Борис Райгородский (25 %) и Юрий Шанцовой (25 %). Оборот «Bauskas alus» в 2018 году составил 7,4 млн евро (+2,2 млн в сравнении с 2017 годом), прибыль — 1,3 млн евро (+ 664 тыс. евро).

## Продукция
Разработчиком всех видов продукции пивоварни является легендарный Карлис Залитис.
Bauskas gaišais (светлое пиво) и Bauskas tumšais (тёмное пиво) стали фирменной продукцией пивоварни на второй год её существования, а к празднику Лиго были запущены в массовое производство, о чем их создатель Карлис Залитис с гордостью сообщил в местной газете. Описывая эти сорта, он указывал, что в них выше содержание экстрактных веществ в сравнении с существовавшими сортами. У «Bauskas galšais alus» оно составляет 13 %, на целый процент больше, чем у «Rīgas alus». На момент начала выпуска пиво такой плотности в Латвийской ССР не производилось. Для него характерны выраженные нотки солода и хмеля, последний придаёт пиву горчинку и аромат. Содержание алкоголя в пиве составляет 3,6 градуса (у «Senču alus» только 3 градуса).
Начальная плотность варочной массы «Bauskas tumšā alus» составляет 16 %, содержание алкоголя 4,2 градуса. У тёмного пива сладковатый вкус, выраженный аромат солода с легким винным привкусом и хмельной горчинкой. В составе этого пива, кроме ячменного солода, карамелизированный солод и цветной солод. Последние два завод изготавливает на специальном обжарочном оборудовании.
Фирменные сорта составляли основу производства до 1999 года, когда завод возглавил Владимир Барсков.
В 2005 году завод начал выпускать тёмное пиво класса «премиум».
В 2011 году запущено производство натурального кваса, фасуемого в полуторалитровые пластиковые бутылки.
В 2012 году завод откликнулся на запросы потребителей на натуральное нефильтрованное пиво, наладив выпуск такой продукции в бочонках.
С развитием производства ассортимент продукции значительно расширился, пополнившись оздоровительными безалкогольными напитками: «Veselība» (солодовый напиток «Здоровье»), «Портер», «Tējas sēnes dzērienu Dr.Kombucha» (Напиток из чайного гриба «Доктор Комбуча», 2016) и «Tējas sēnes dzērienu Dr.Kombucha karkade» (Напиток из чайного гриба «Доктор Комбуча каркаде»).
В 2014 году в честь главного технолога Карлиса Залитиса было выпущено «Мастерское светлое пиво» («Meistara gaišais alus»).